# Charlie Young (actriz)
Charlie Young (Taipéi, Taiwán; 23 de mayo de 1974), escrito a veces como Charlie Yeung, es una actriz de cine y cantante hongkonesa de origen taiwanés.
Su primera aparición en la televisión fue cuando apareció para un corte comercial de una joyería, junto con Aaron Kwok. Desde entonces, ha participado en videos musicales de artistas como Hacken Lee, Takeshi Kaneshiro y Jacky Cheung y trabajó para una serie de películas, las más famosas con Tsui Hark como (The Lovers, Love in the Time of Twilight, Seven Swords) y con Wong Kar-wai como (Ashes of Time, Fallen Angels).
Se retiró de su carrera en 1997, pero retornó desde entonces a partir del 2004 en una película titulada "New Police Story".

## Carrera
En 1992, firmó contrato como cantante con el sello EMI (Hong Kong). Después de lanzar un par de álbumes con cierto éxito (ganó el Premio de Oro de "TVB Jade Solid Gold" (1993), como "La mejor interprete femenina"), hizo su debut cinematográfico en arte y ensayo en una película de artes marciales dirigida por Wong Kar-wai, en la película "Ashes of Time" junto a otras reconocidas  estrellas como Leslie Cheung, Tony Leung Chiu-Wai y Brigitte Lin.
En 1994, hizo su primera colaboración con el director Tsui Hark, participó en la película titulada "The Lovers" (梁祝), una historia clásica china acerca de los amantes. Yeung fue elegida como la protagonista femenina de la película, Zhu Yingtai, junto a Nicky Wu. Su actuación recibió elogios por la crítica, que le llevó a ser famosa. 

## Filmografía
- Kung Fu Jungle (2014)
- Christmas Rose (2013 - director debut)
- Catching Monkey (2012)
- Cold War (2012)
- Floating City (2012)
- Sleepwalker (2011)
- Wind Blast (2010)
- 37 (2010)
- Bangkok Dangerous (2008)
- After This Our Exile (父子) (2006)
- All About Love (再説一次我愛你) (2005)
- Seven Swords (七劍) (2005)
- New Police Story (新警察故事) (2004)
- Tarzán (1999) [voice, Cantonese dub]
- Task Force (熱血最強) (1997)
- The Intimates (自梳女) (1997)
- Downtown Torpedoes (神偷諜影) (1997)
- A Chinese Ghost Story: The Tsui Hark Animation (小倩) (1997) [voice]
- The Wedding Days (完全結婚手冊) (1997)
- Dr. Wai in "The Scripture with No Words" (冒險王) (1996)
- Young Policemen In Love (逃學戰警) (1995)
- Fallen Angels (墮落天使) (1995)
- High Risk aka Meltdown (鼠膽龍威) (1995)
- Love in the Time of Twilight (花月佳期) (1995)
- How Deep Is Your Love (獨臂刀之情) (1994)
- Ashes of Time (東邪西毒) (1994)
- The Lovers (梁祝) (1994)
- What Price Survival (1994)
- Future Cops (超級學校霸王) (1993)

.

## Discografía
- Feeling of Love (1993)
- First Love (1994)
- Forget Me Not (1994)
- Smiling with Tears (1995)
- Mythology (1995)
- Do Whatever you Want (1996)